# M3-as autópálya (Magyarország)
Az M3-as autópálya az északkeleti országrészt köti össze Budapesttel. Magyarország leghosszabb autópályája.
A gyorsforgalmi út az V. számú Velence–Trieszt–Ljubljana–Maribor–Budapest–Ungvár–Lviv–Kijev páneurópai közlekedési folyosó részeként fontos tranzitszerepet tölt be a kelet–nyugati irányú személyforgalomban és áruszállításban. Az autópálya a hazai úthálózat fontos ütőereként a DNy–ÉK irányú főközlekedési vonal Budapesttől keletre eső részét alkotja, mely Ukrajnán keresztül Kelet-Európa, Szlovákián keresztül pedig Észak-Európa felé teremt gyorsforgalmi közúti kapcsolatot.
Az M3-as jelenleg Budapest és Vásárosnamény között üzemel, irányonként két-két forgalmi sávval és egy-egy leállósávval. Fontos leágazása az M25-ös Eger, az M30-as Miskolc, valamint az M35-ös Debrecen felé; tervezett leágazása az M49-es Szatmárnémeti és Nagybánya irányában.
A Nyíregyháza–Őr közötti szakaszt 2013. január 16-án ideiglenesen, majd június 18-án véglegesen is forgalomba helyezték. Az autópálya Vásárosnaményt 2014. október 10-én érte el. 
A további szakaszokat Vásárosnaménytől M34-es néven autóútként Záhonyig, M3-as néven pedig a beregdaróci ukrán határátkelőig autóútként tervezik megvalósítani.
2006 augusztusában elkészült az újabb szakasz, amely Nyíregyházát kerüli el. 2007 szeptemberében megnyitották a forgalom előtt a Polgár és Nyíregyháza közötti autópályát. A Debrecenhez csatlakozó M35-ös Görbeházánál ágazik el. Vásárosnaménynál az M34 északon, Záhonyban ágazik le a jövőben. 2013. január 16-án átadták a forgalomnak a korábban hiányzó szakaszt Nyíregyháza és Vaja között, majd júniusban elkezdődött a Vásárosnamény felé tartó szakasz építése. A 12 km hosszú szakaszt 2014. október 10-én nyitották meg.
Az út teljes hossza 307 kilométer, ebből 280 km üzemben van, 27 km-t terveznek. A Vásárosnaménytől az ukrán határig terjedő utolsó hiányzó szakasz megépépítésére vonatkozó szerződést 2020 szeptemberében fogadták el.

## Települések
Az M3-as autópálya az alábbi települések közigazgatási területén halad keresztül:
Budapest, Fót, Mogyoród, Szada, Gödöllő, Domony, Bag, Hévízgyörk, Galgahévíz, Kerekharaszt, Hatvan, Hort, Ecséd, Atkár, Gyöngyöshalász, Karácsond, Nagyfüged, Ludas, Nagyút, Kompolt, Kál, Füzesabony, Szihalom, Mezőszemere, Mezőkövesd, Mezőkeresztes, Mezőnagymihály, Gelej, Csincse, Emőd, Mezőcsát, Igrici, Hejőpapi, Nemesbikk, Hejőkürt, Oszlár, Polgár, Folyás, Görbeháza, Hajdúböszörmény, Hajdúnánás, Hajdúdorog, Kálmánháza, Nyíregyháza, Nagykálló, Napkor, Kállósemjén, Magy, Pócspetri, Ófehértó, Kántorjánosi, Őr, Papos, Nyírparasznya, Vásárosnamény.

## Története

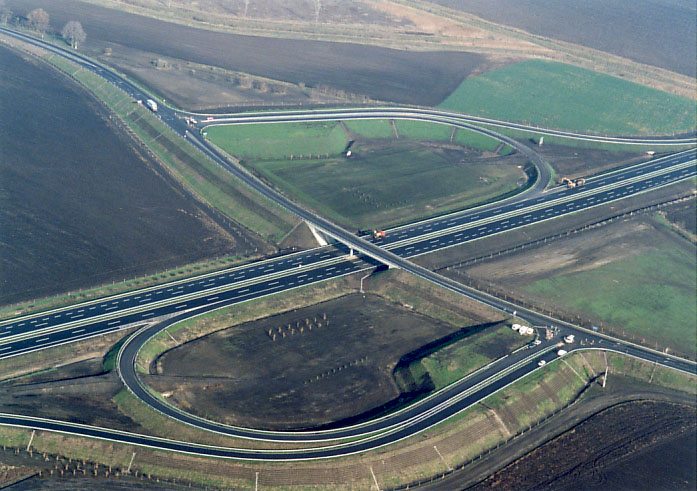
Az M3-as egyik csomópontja

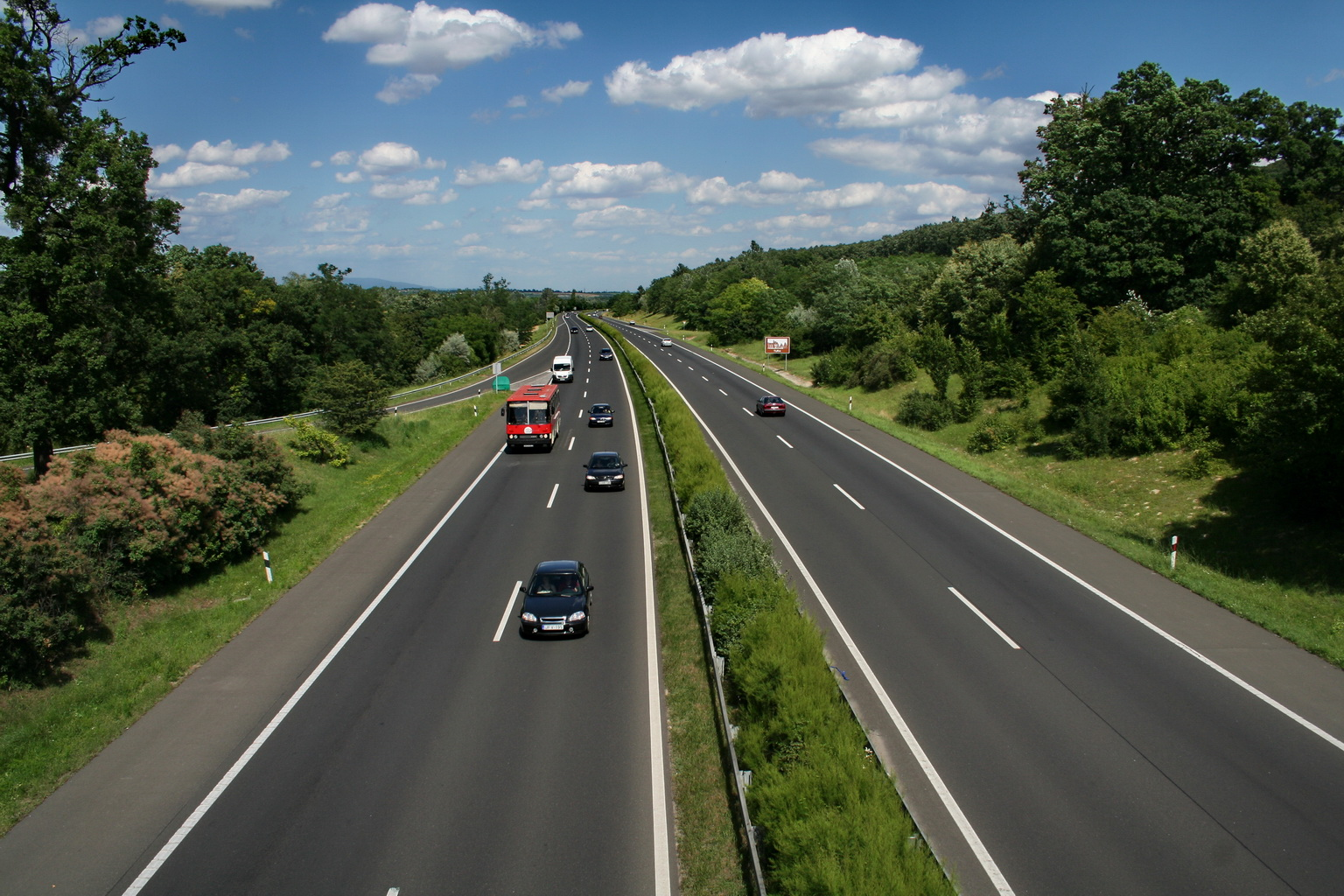
A Kisbagi pihenőhely

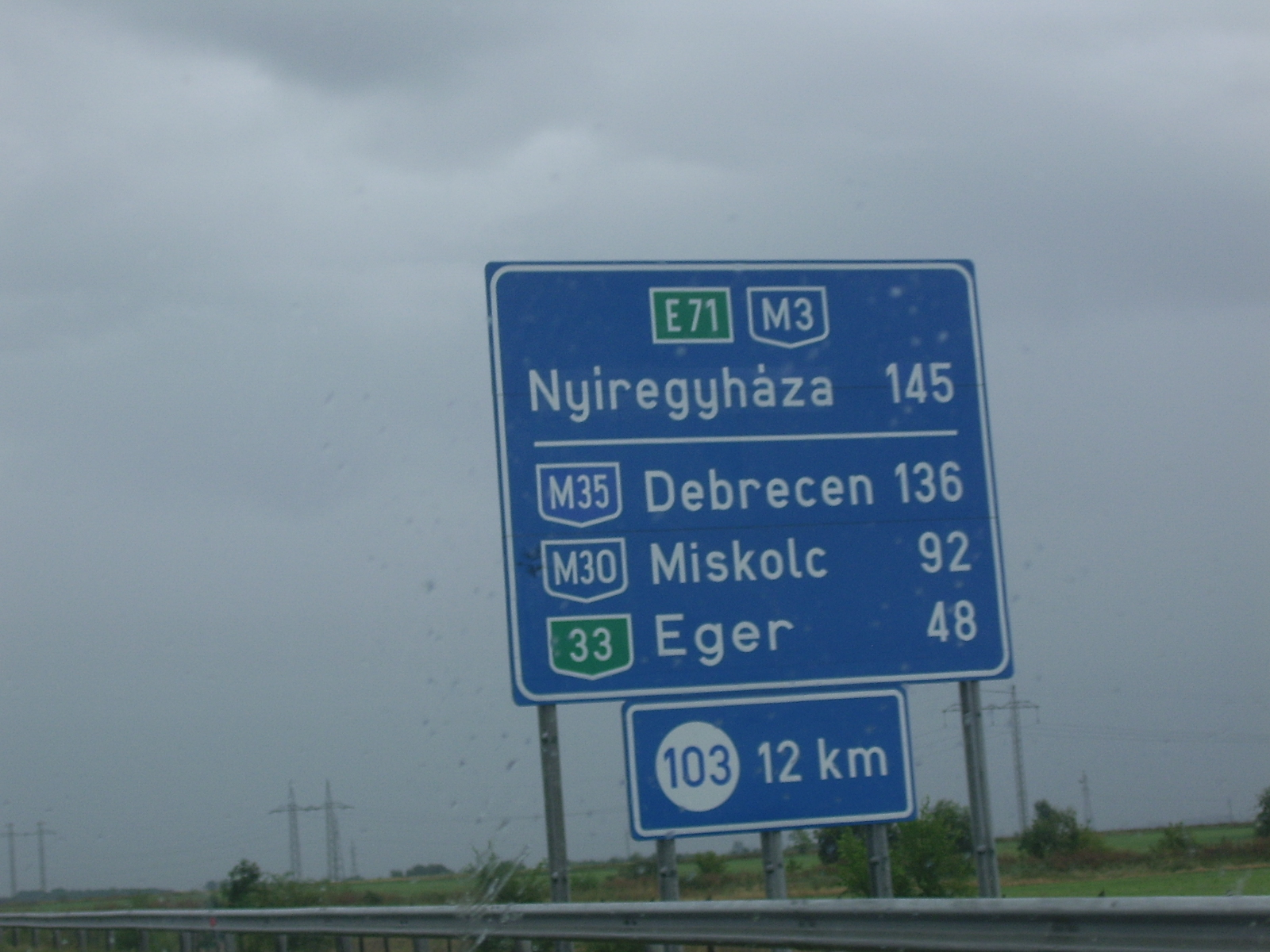
Az autópálya 91. kilométerszelvényének egy jelzőtáblája Nagyfügednél

### Államilag épített szakaszok
- 1978. október 16-án adták át az első szakaszt a Budapest XV. kerületi Rákospalota és Gödöllő (Domonyvölgyi viadukt) között.[3]
- A Gödöllő és Hatvan közötti szakaszt 1980. október 31-én adták át a forgalomnak.[4]
- A budapesti bevezető szakaszt több részletben adták át, elsőként a körvasút feletti felüljáró egyik hídját 1978-ban. A 400 méter hosszú, irányonként három sávos felüljáró 1980-ra készült el.[5] A legutolsóként átadott műtárgy a XV. Széchenyi úti felüljáró volt 1984-ben.[6] Ennek keretében szélesítették ki irányonként három sávosra az alsórákosi Kacsóh Pongrác utat és a rákospalotai Alkotmány és Gábor Áron utcákat. A Hungária körút torkolatában 1982-ben készült el az 1970-ben épült régi mellé a két szélső felüljáró, amely egyben a Budapest–Záhony-vasútvonalat és a Budapest–Kecskemét-vasútvonalat is áthidalja a városligeti elágazás fölött.[7]
- Gyöngyösig, a 70-es kilométerszelvényig 1983-ban jutottak el az építők.
- Az M3-as autópálya a 80-as évekig E96-os Európai úthálózat számát viselte, ezt akkor átnevezték E71-esre.

### A rendszerváltás után épített szakaszok
- 1998. szeptember 1-jén készült el a 114-es kilométerszelvényig, Füzesabonyig vezető pályarész.[8]
- 2002-ben a 174-es kilométerszelvényig, a polgári csomópontig haladtak az építéssel.
- 2004 szeptemberében adták át a Görbeházáig érő szakaszt.
- 2006. augusztus 5-én lett kész a Nyíregyházát elkerülő szelvény.
- 2007. augusztus 31-én nyílt meg a Görbeháza–Nyíregyháza közötti újabb 41 km-es útpálya.
- 2013. január 16-án vehette birtokba a forgalom a Nyíregyháza–Őr közötti 33,8 km-es szakaszt.[9]
- 2013. június 18-án megtörtént az ófehértói mérnökségi telep átadása és a végleges forgalomba helyezése a Nyíregyháza-Őr szakasznak.[10]
- 2014. október 10-én átadásra került az Őr-Vásárosnamény szakasz 11,9 km-es szakasza.
- 2014. október 31-én átadták a Nyíregyháza nyugati elkerülő 338-as főúti autópálya csomópontját.[11]
- 2023. december 15-én átadták az M35-ös csomópont nyíregyházi ágait is.[12]

## Épülő szakaszok és tervek a jövőben

### Vásárosnamény-Beregdaróc szakasz
Az utolsó 25 km-es szakasz Vásárosnaménytől tart majd az ukrán határig, Beregdarócig, ezzel az M3-as autópálya elérheti teljes hosszát. A tanulmányterveit még 2009-től a Főmterv Zrt. készíthette el.  A szakasz kivitelezését a Nemzeti Közlekedési Stratégia eredetileg 2020-ig prognosztizálta. 2018. január 18-án az ukrán határig tartó projekt előkészítésről kiadott tájékoztatás szerint első ütemben irányonként egy forgalmi sávos, "autópályává" fejleszthető út előkészítése zajlik Vásárosnamény – országhatár (Beregdaróc) között. A szakasz végpontja a magyar-ukrán kormányközi megállapodásban rögzített (a 147/2006. (VII. 19.) kormányrendelettel kihirdetett) rögzített határmetszési sáv Beregdarócnál. A nyomvonal Vásárosnamény településnél keresztezi a Tisza folyót, ott egy új Tisza-híd előkészítése is a projekt része. A különszintű csomópontok száma: 4 db, nagyobb műtárgyak száma várhatóan: 22 db (benne 1 db új Tisza-híd), egy egyszerű és egy kétoldalú komplex pihenőhely, továbbá egy határátkelő. 2018-ban folyamatban volt a tanulmányterv, megvalósíthatósági tanulmány, közúti biztonsági hatásvizsgálat, környezeti hatástanulmány, Natura 2000 hatásbecslés és előzetes régészeti dokumentáció elkészítőjének kiválasztására vonatkozó közbeszerzési eljárás. 2018. június 8-án az 1259/2018. (VI. 8.) kormányhatározat alapján a kormányfő felkérte az innovációs és technológiai minisztert, hogy részletesen mutassa be az M3-as autópálya Ukrajna felé történő meghosszabbításának és kivezetésének helyzetét.

### Beregdaróc-Munkács csatlakozás
Tárgyalások folynak arról, hogy a Kárpátalján Beregdaróc–Beregszász–Munkács útvonalon tervezett ~40 km-es autópálya kapcsolatot magyar tőkével és magyar kivitelezőkkel valósítanák meg.

### M34–M49 ágak
Az M3-asból Vásárosnamény térségéből fog kiágazni a jelenleg még csak tervezett M34-es autóút Záhony felé, ezzel Ukrajnát bekötve Európa vérkeringésébe. Az M3-asból, Őr térségéből ágazik le az épülő M49-es autóút Csenger és a román határ felé Szatmárnémeti irányába, mellyel teljessé válik az ún. Nagybánya–Nyíregyháza nemzetközi autópálya-korridor.

## Látnivalók az autópálya mentén

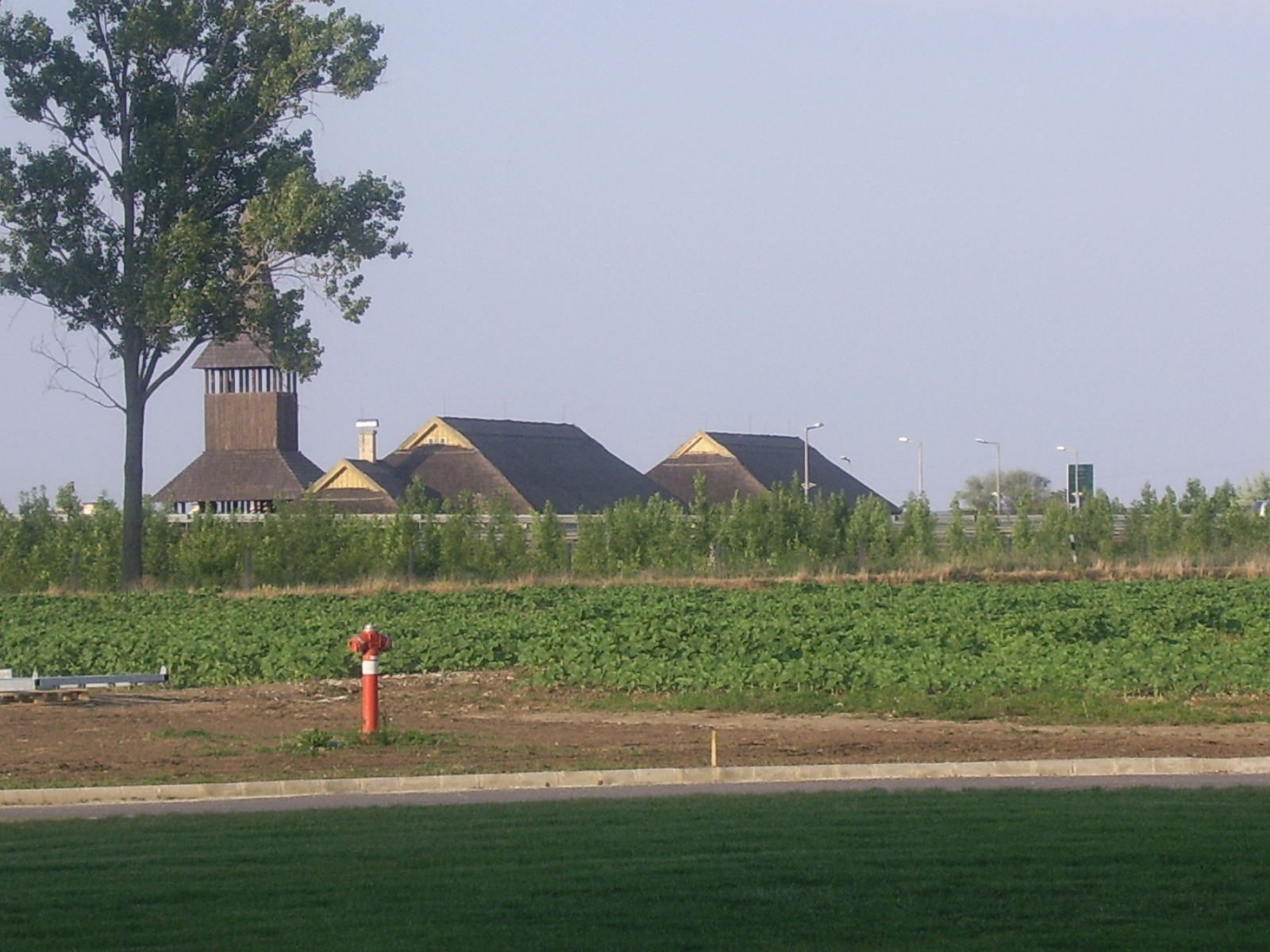
Az M3 Archeopark

### Hungaroring
A Hungaroring Magyarország legmodernebb autóversenypályája. Budapest és Gödöllő között, az M3-as autópálya 18-as és a 23-as lehajtóinál érhető el. Mogyoród település külterületén található a híres "ring".
A pálya elsősorban a Formula–1 magyar nagydíjról ismert, amit 1986 óta folyamatosan megrendeznek.

### M3 Archeopark
Az M3 Archeopark 2007. május 1-jén nyitotta meg kapuit a közönség előtt.  A közel 5 hektáros területen kialakított pihenőparkban ízelítőt kaphattunk a tájegység történetéből, tárgyaiból, népi kultúrájából. Többek között egy temetkezési halom és a Csörsz-árok rekonstrukciós építményei mellett egy Európában is egyedülálló újkőkori házat tekinthetett meg a látogató. Régészeti-ismeretterjesztő multimédiás anyagok segítségével az érdeklődők megismerkedhettek az Észak-Alföld páratlan növényvilágával, a puszta őshonos állataival, néprajzi jellegzetességekkel, a térség kulturális örökségével, kultúrtörténeti értékeivel, valamint megtekinthették az autópálya-építés során feltárt régészeti leletek hiteles másolatait.
A park 2011 után anyagi okok miatt bezárt, az állam eladásra kínálta fel.

## Érdekességek

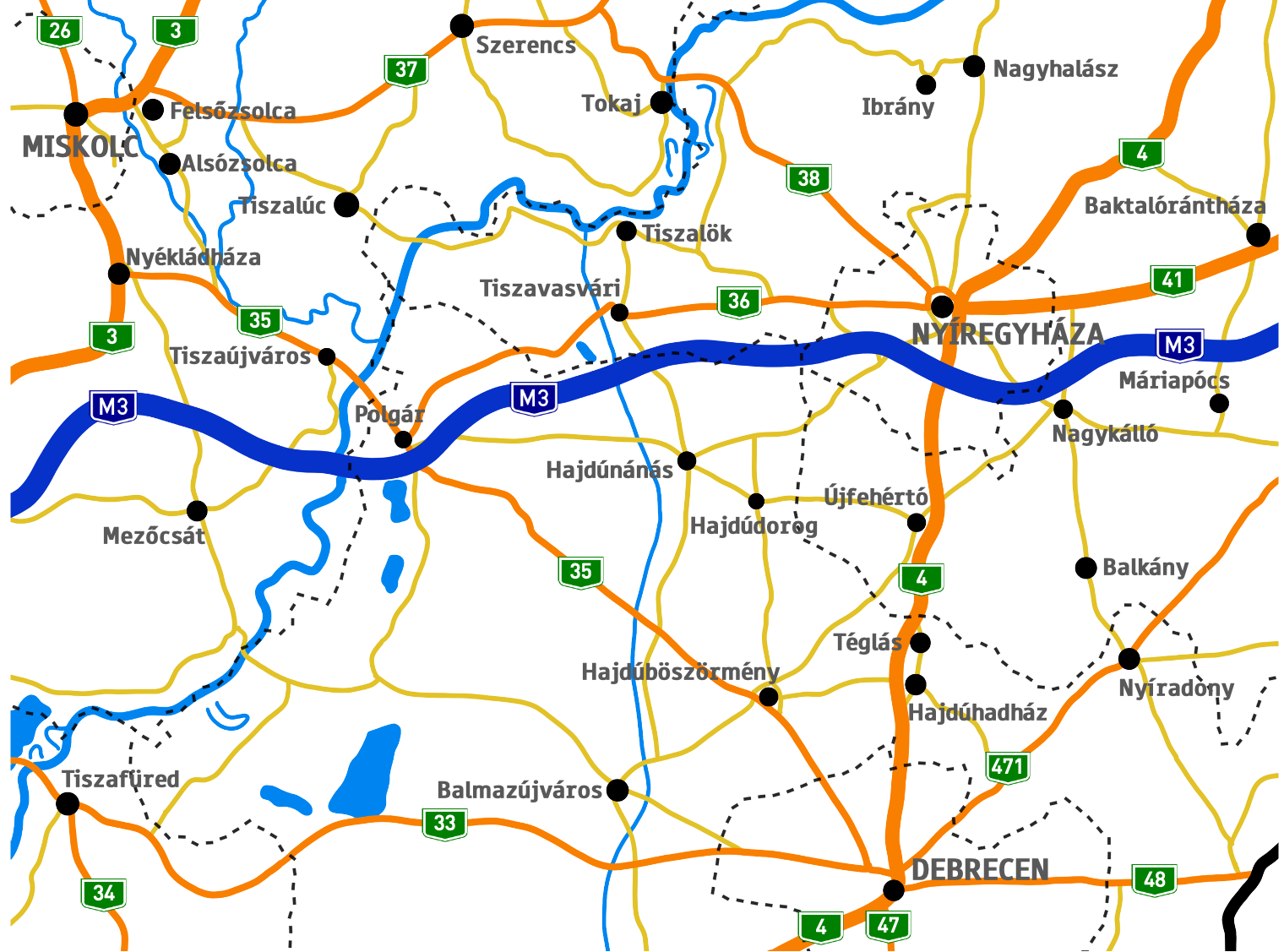
Az M3-as autópálya Polgár utáni "A" nyomvonala, mely a 36-os főúthoz közelebb helyezkedett volna el

Az M3-as autópálya 1978 és 1983 között megépült szakaszát a rendszerváltás előtt a szocialista munkagép park mellett, nyugati technológiát és gépparkot is bevetettek. Budapest–Gödöllő közötti nyomvonal és a Gödöllő–Gyöngyös közötti nyomvonal építésénél amerikai Caterpillar D8H buldózereket használtak a nyomvonal erdős területeinek a megtisztításához és svéd Volvo BM típusú rakodógépeket a nyomvonaltöltés építéséhez. 1983-ban a Gyöngyösig tartó szakasz átadása után jó ideig leállt az autópálya építése. Folytatása csak 1996-ban kezdődött újra. 1990-ig a rendszerváltás előtt az eredeti tervek alapján a nyomvonal a mai 3-as főúttal párhuzamosan haladt volna Emőd után (a mai M30-as autópálya nyomvonalán) Miskolcot keletről megkerülve Tornyosnémeti országhatárig. Az elmúlt évtizedek alatt az M3-as autópálya nyomvonalát többször is módosították. A módosított tervek és a mai nyomvonal a rendszerváltás után vált véglegessé. A 2000-es évek elején Polgár és Nyíregyháza közötti nyomvonal esetén A-B-C-D változatú nyomvonalak lehetőségei kerültek a tervezőasztalra. Ez nagyon sok vitát és felháborodást váltott ki. Ennek kapcsán az 1990-es évek tervei alapján az autópálya nyomvonala nem a napjainkban áthaladó területen, hanem a polgári csomóponttól észak-keleti irányba, a 36-os főúttal párhuzamosan haladt volna Tiszavasvárit délről érintve egészen Nyíregyházáig. Így az "A" nyomvonal alapján az M3–M35 autópálya elválási csomópontja is Polgárnál került volna kialakításra és a Debrecen felé vezető ága Polgártól M35-ös autópálya néven haladt volna délkeleti irányba. A "B" nyomvonal egy Polgár-Görbeháza-Nyíregyháza útvonalat határozott meg. A  "C" nyomvonal alapján az M3-as autópálya nyomvonalát Polgártól Pródig vitték volna el és itt építették volna ki az M3-M35 autópálya elválási csomópontját Nyíregyháza és Debrecen felé. A "D" nyomvonal esetén pedig az volt az elképzelés hogy az M3-as autópályát Debrecen északi csomópontjáig építik meg és innen fordult volna el az autópálya Nyíregyháza irányába jelentős kerülővel Nyíregyháza felé.
Végül a magyar állam a mai, "B" nyomvonal mellett döntött. Az "A" nyomvonal elvetése a nyíregyházi lakosság körében jelentős közfelháborodást okozott mert a Budapest-Nyíregyháza útvonal a "B" nyomvonal elfogadásával 12 km-rel hosszabb lett. Ráadásul környezetvédelmi hatástanulmányok több ponton is azt igazolták hogy az "A" nyomvonal kevesebb terhelést jelentett volna a környezetre mint a "B" nyomvonal. Környezetvédelmi hatástanulmány szempontjából a "B" nyomvonal napjainkban a két nagy város jelentős forgalma miatt komoly környezeti hatással van a Hortobágyi Nemzeti Park állat és élővilágára amely a világörökség részét képezi. Az "A" nyomvonal megépítése esetén a Polgári csomópontól (175 km)-től Nyíregyházáig 48 km új autópályát terveztek volna megépíteni amely a Budapest-Polgár-Debrecen távolságot érdemben nem befolyásolta volna. Így az autópálya ezen része Polgár-Görbeháza-Debrecen közötti szakaszon M35-ös autópálya néven haladt volna, csökkentve ezzel a Hortobágyi Nemzeti Park környezeti terhelését.  A jelenlegi "B" nyomvonal alapján az M3–M35 autópálya elválási csomópontjától (187 km) Görbeháza-Nyíregyháza szakasz szintén 48 km. Míg a Polgár-Görbeháza-Debrecen szakasz az "A" és "B" nyomvonal verziójában is 54 km maradt.
- "A" nyomvonal: Budapest – M3 – Polgár – M3 – Nyíregyháza: 223 km / Budapest – M3 – Polgár – M35 – Debrecen 229 km
- "B" nyomvonal: Budapest – M3 – Görbeháza – M3 – Nyíregyháza 235 km / Budapest – M3 – Görbeháza – M35 – Debrecen 229 km

Egyes szakértők szerint és sajtó információ alapján akkoriban az "A" nyomvonal elvetése és a jelenlegi "B" nyomvonal elfogadása magasabb építési költséggel járt és politikai indíttatás miatt történt. 1996-ban Gyöngyösnél bejelentették az autópálya építésének folytatását, a munkaterület átadásakor sajtótájékoztatón közölték, hogy az autópálya legkorábban 2001-ben eléri az M3-M30-as autópálya elválási csomópontját, majd innen az M30-as autópálya 2004-ig eléri Miskolcot. A tervek szerint az M3-as autópálya 2008-ig elérte volna Nyíregyházát, majd 2015-ig végleges hosszában az ukrán határt is.

## Fenntartása

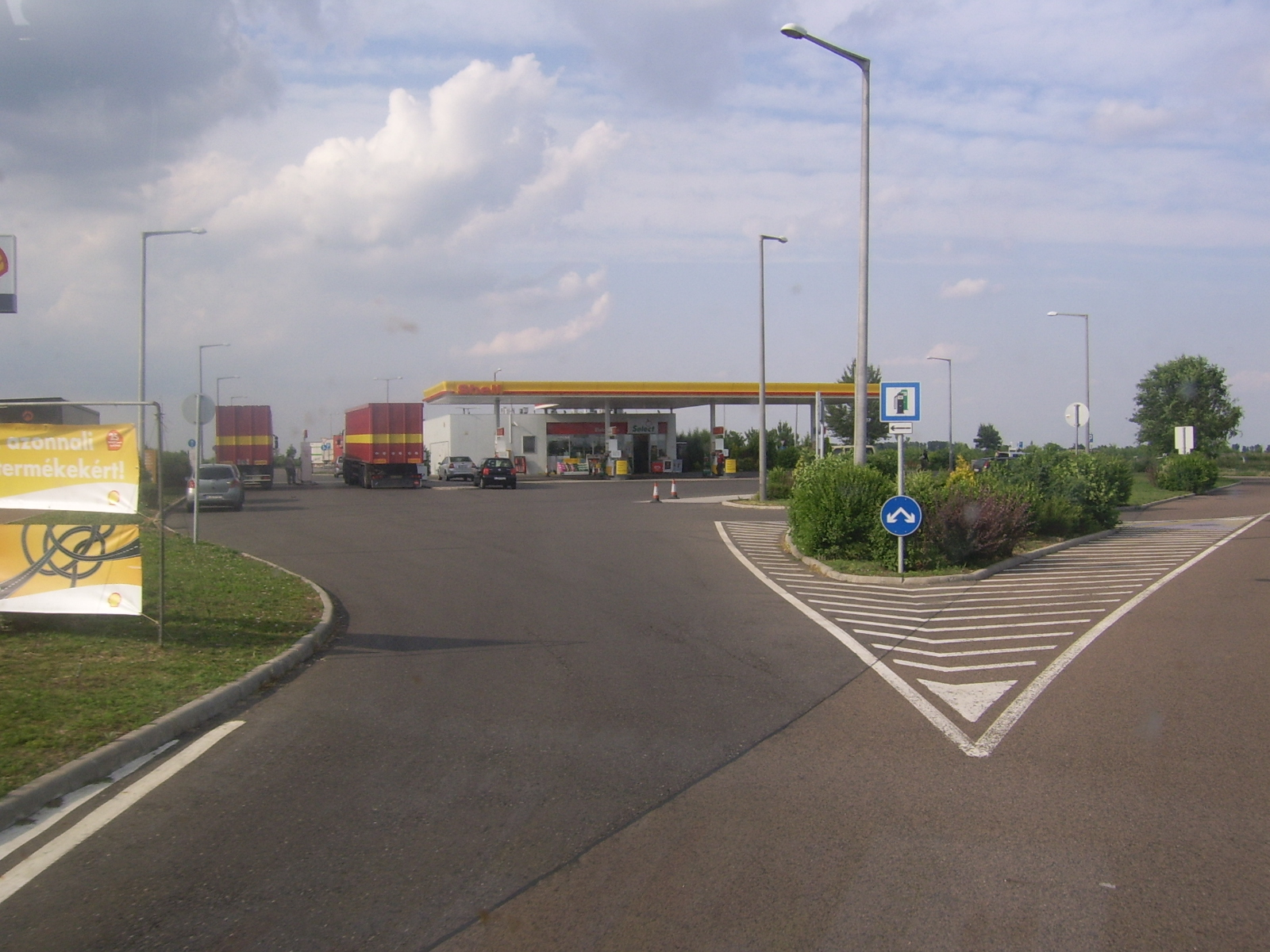
A Geleji pihenőhely (Shell töltőállomás)

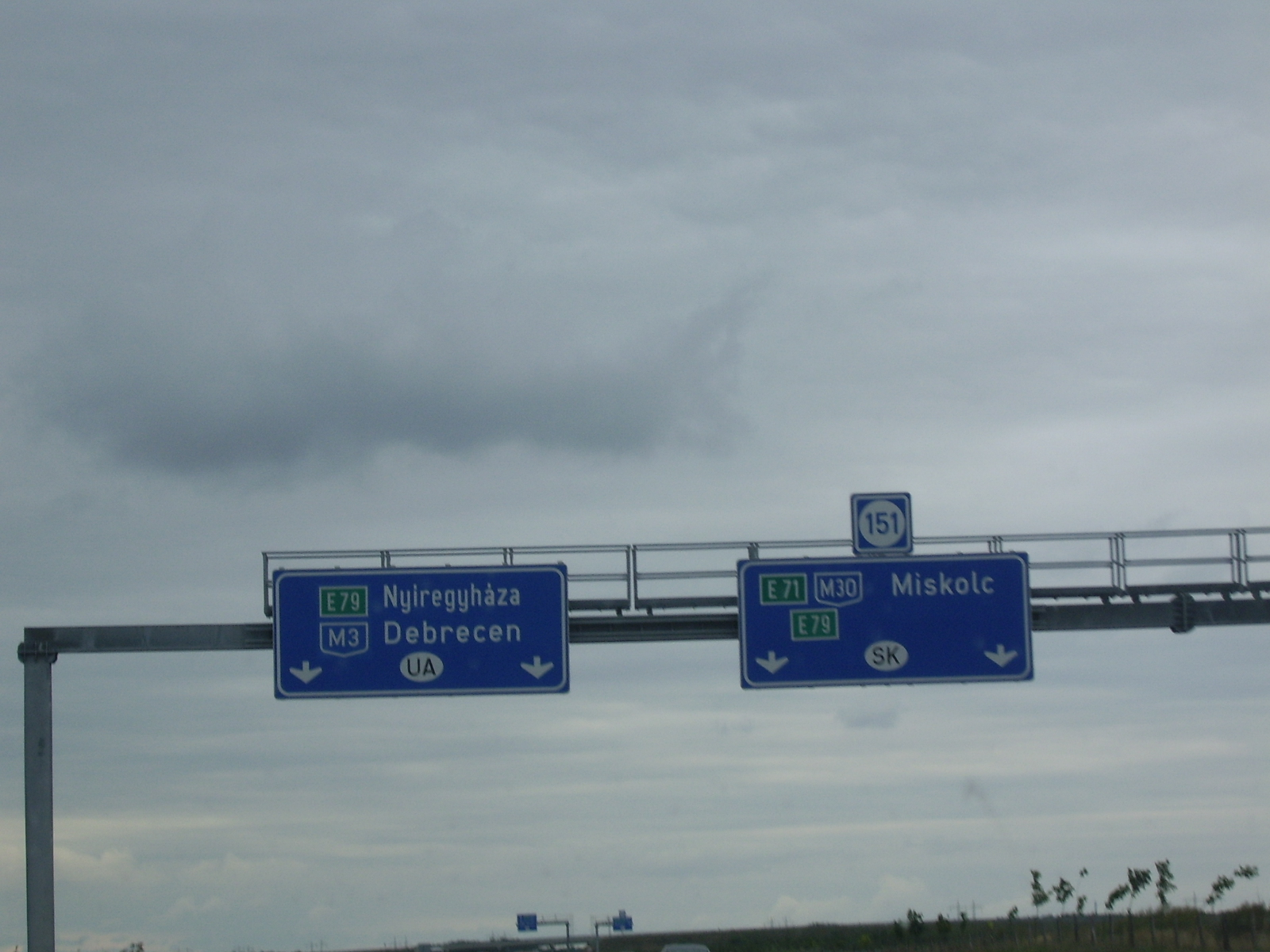
A 151-es számú csomópont Igrici közelében (M30)

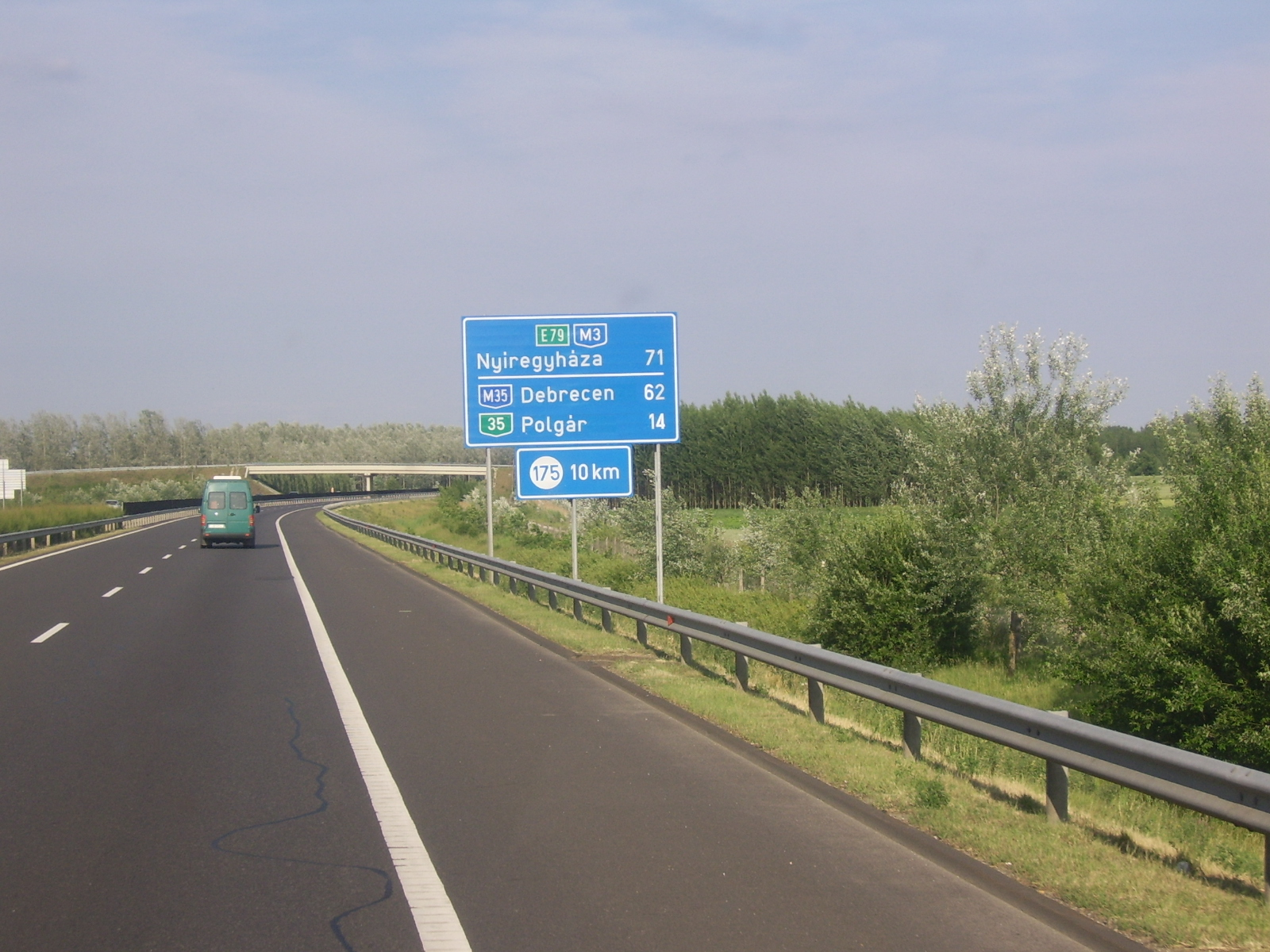
Jelzőtábla Hejőkürtnél, 165-ös kilométer

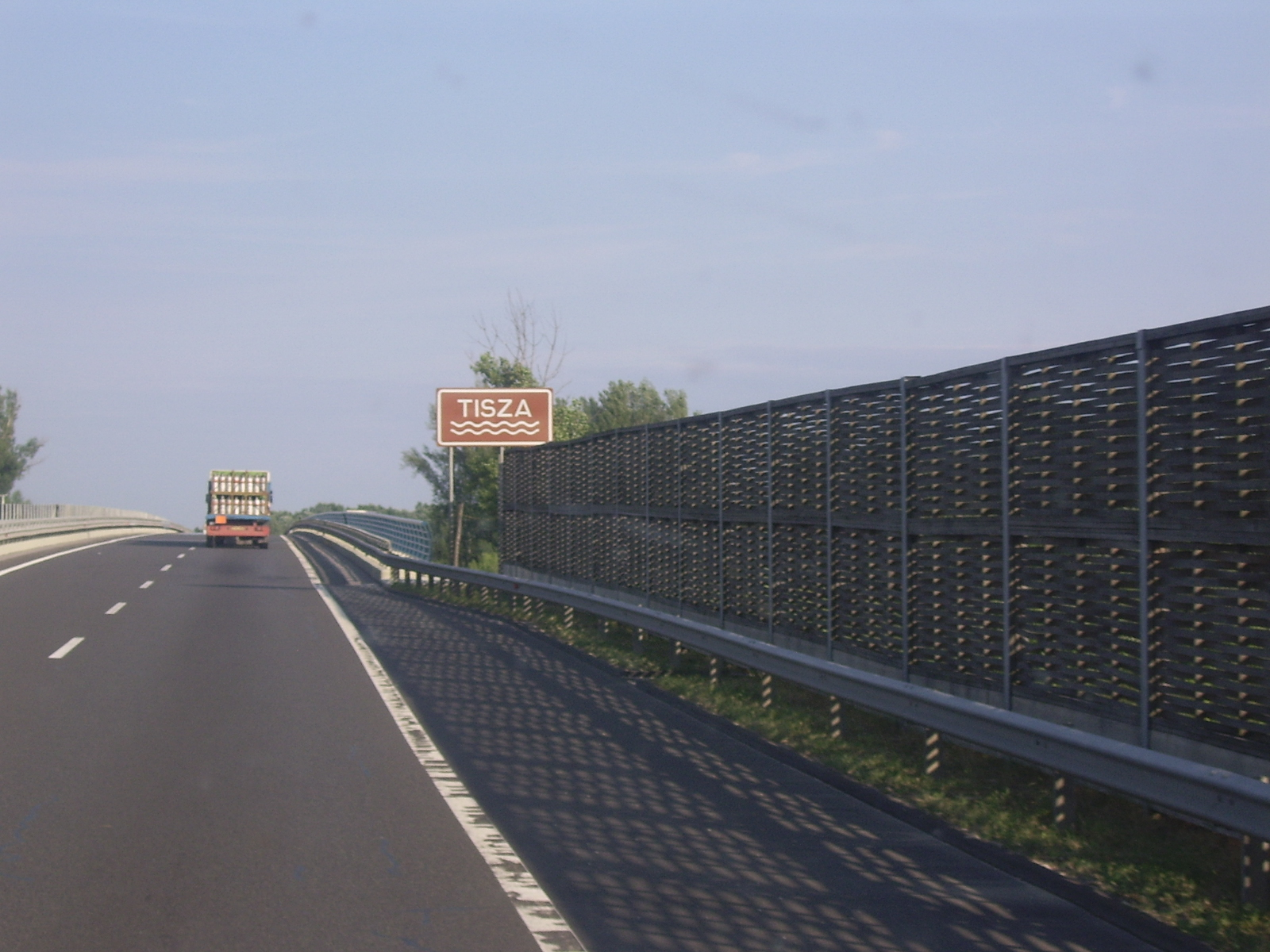
A Polgári Tisza-híd elejét jelző tábla a pálya jobb (Budapesttől távolodó) oldalán

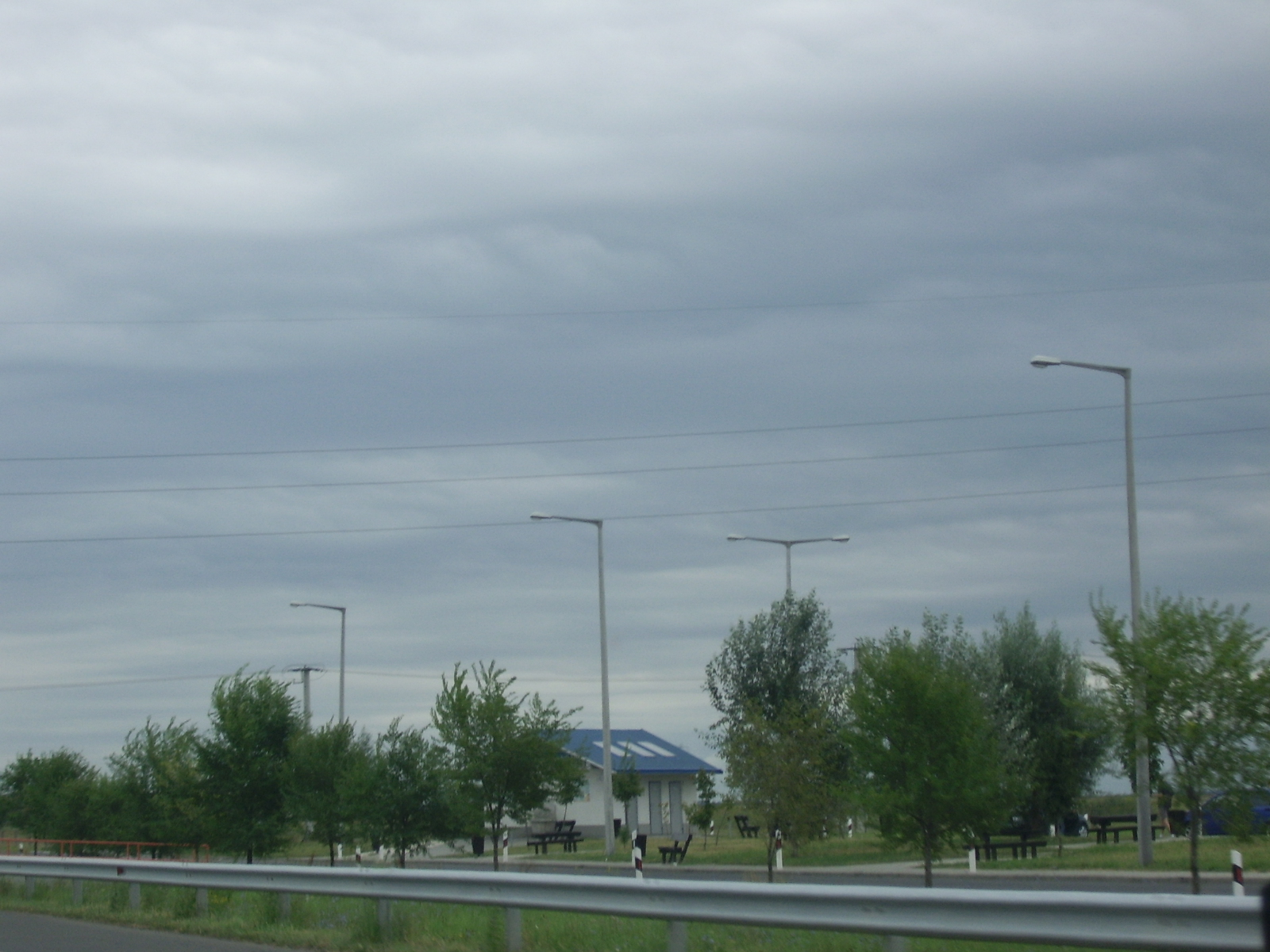
A Polgári pihenőhely

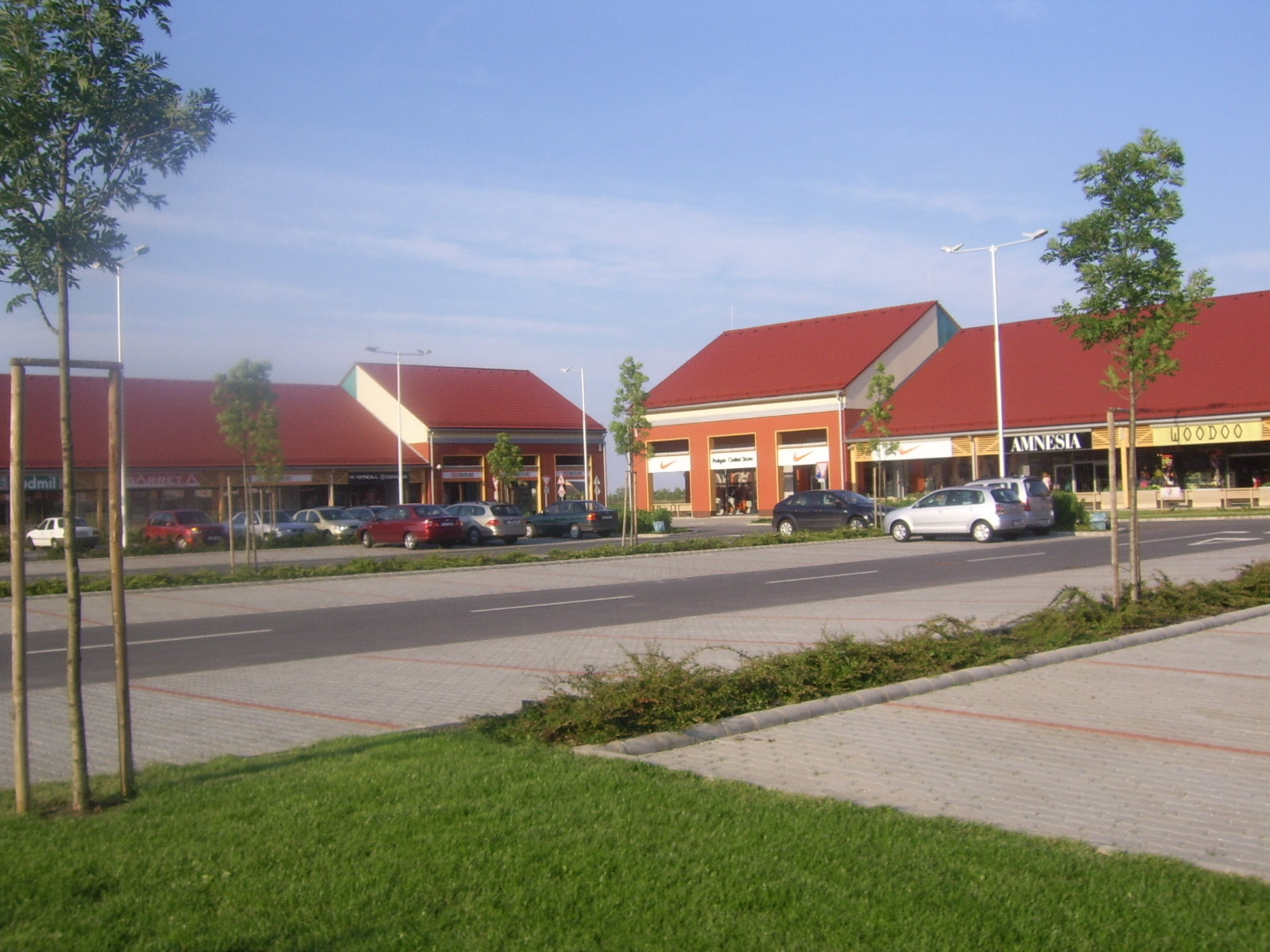
Az M3 Outlet Center

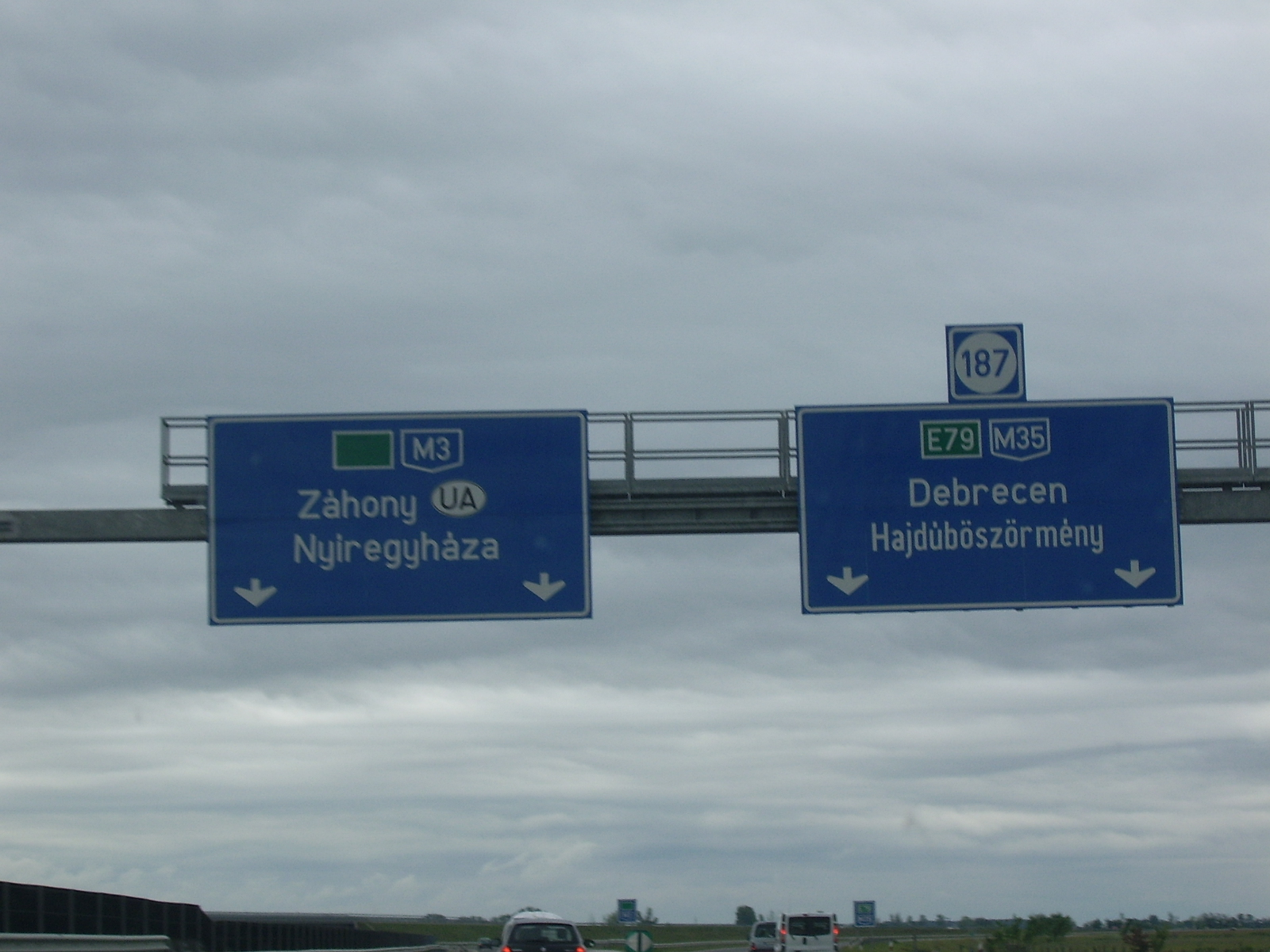
A 187-es számú csomópont Görbeháza határában (M35)

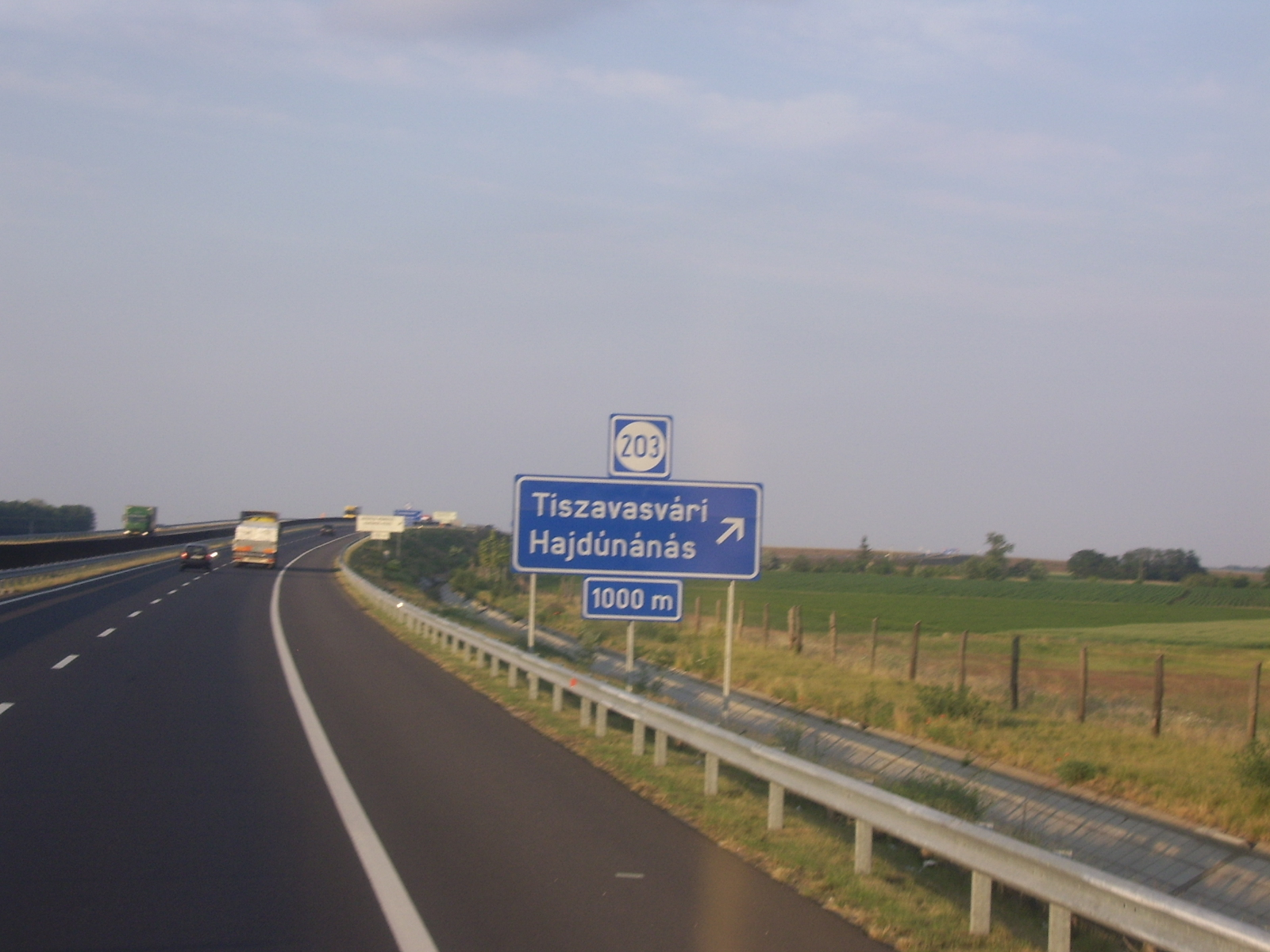
A hajdúnánási 203-as kijárattól 1 km-re

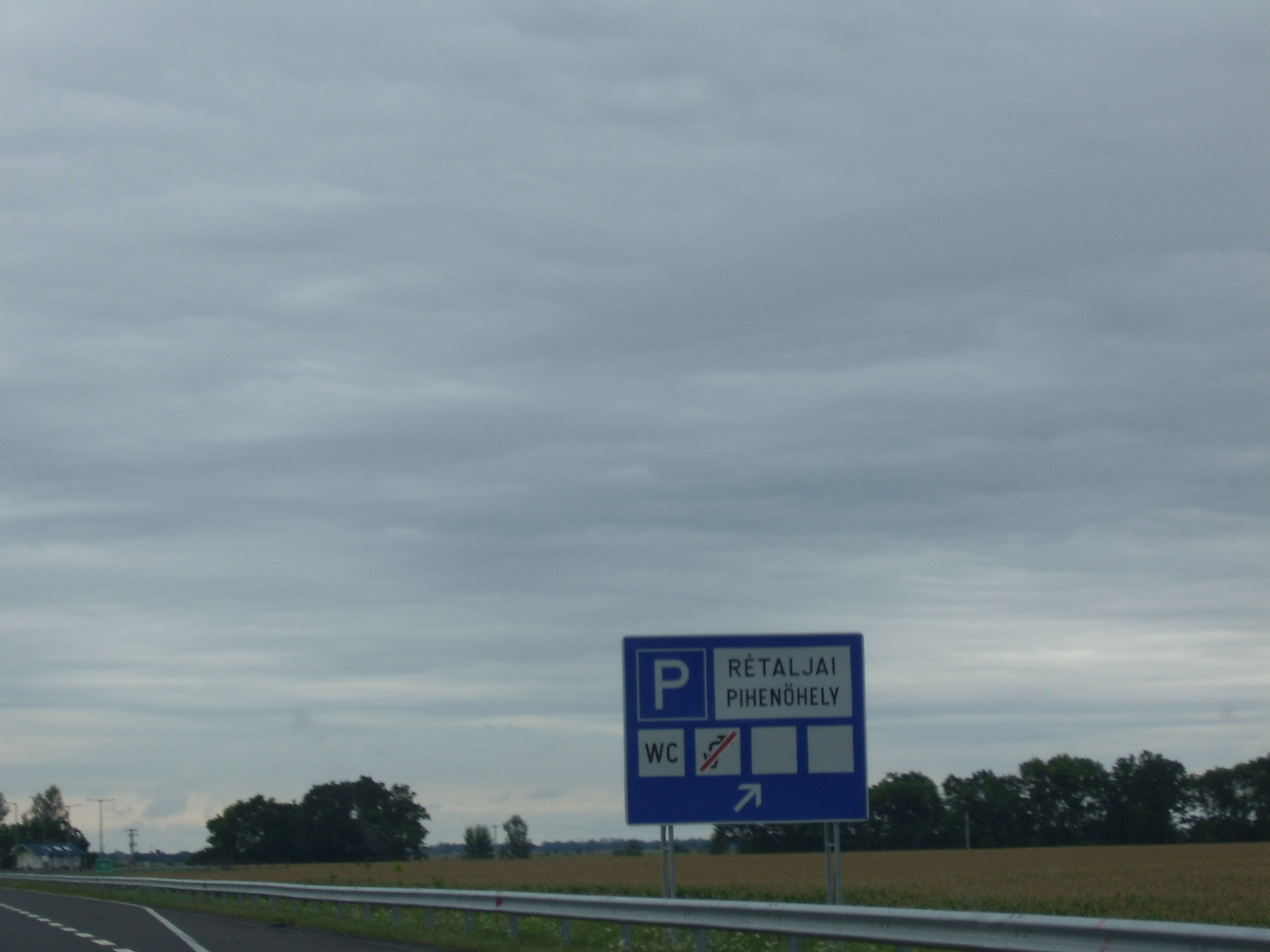
A Rétaljai pihenőhely Hajdúnánáson

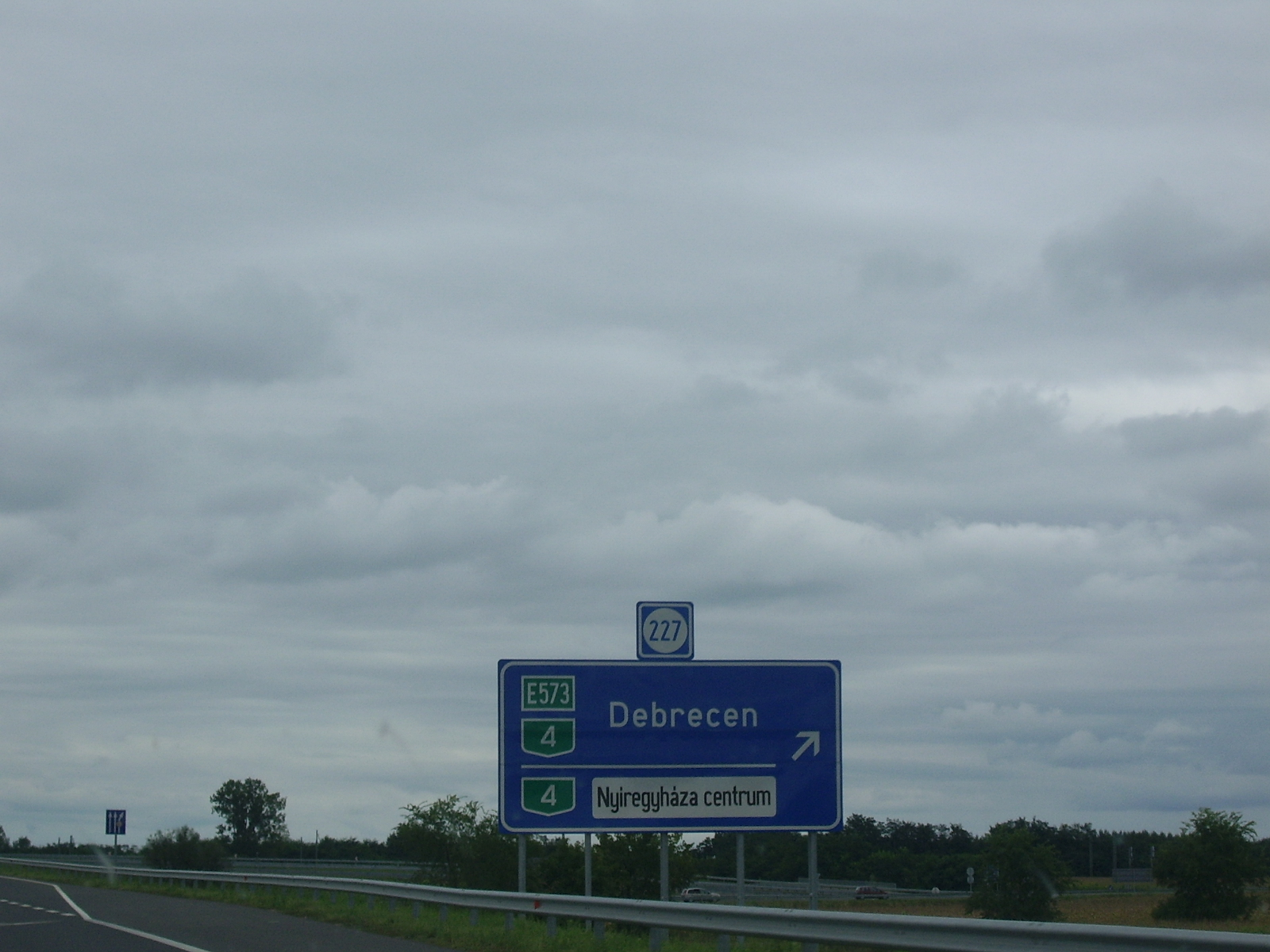
A 227-es csomópont Nyíregyházánál

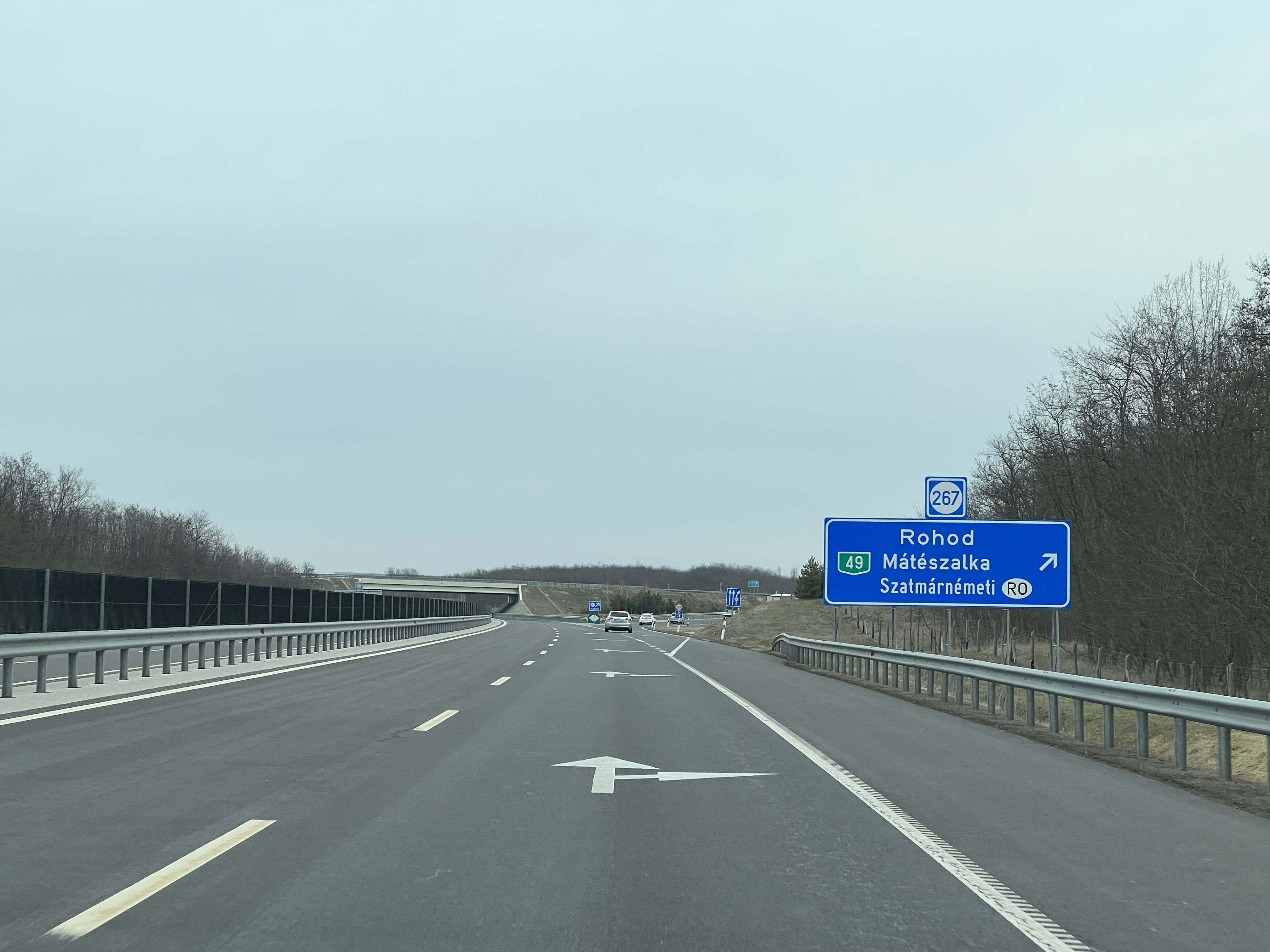
A 267-es csomópont Őrnél

Az autópálya M0-s autóút és Vásárosnamény közötti szakaszának üzemeltetése és fenntartása 2023. szeptember 1-től a MKIF Magyar Koncessziós Infrastruktúra Fejlesztő Zrt. feladata. Ezt a tevékenységet öt autópálya-mérnökség biztosítja:
- Gödöllői központ, a 27-es kilométerszelvényben
- Káli központ, a 103-as kilométerszelvényben
- Emődi központ,, a 151-es kilométerszelvényben
- Hajdúnánási központ, a 204-es kilométerszelvényben
- Ófehértói központ, a 254-es kilométerszelvényben

2013-ig az Állami Autópálya Kezelő (Z)rt., 2013 és 2023 között pedig a Magyar Közút Nonprofit Zrt. feladata volt az teljes útszakasz üzemeltetése és fenntartása. Az autópálya fenntartását és üzemeltetését a budapesti bevezetőtől az M0-s autóútig tartó szakasz vonatkozásában továbbra is a Magyar Közút Nonprofit Zrt. látja el.

## Díjfizetés
2015. január 1-jétől az M3-as autópálya használata teljes hosszában díjköteles. Ma igénybe vehető országos matricával, vagy az alábbi vármegyei matricákkal:
| Matrica típusa                   | Használható szakasz                                           |
| -------------------------------- | ------------------------------------------------------------- |
| Pest vármegyei                   | a Szentmihályi úti csomópont és Hatvan között (11 km – 55 km) |
| Heves vármegyei                  | Bag és Mezőkövesd között (39 km – 128 km)                     |
| Borsod-Abaúj-Zemplén vármegyei   | Füzesabony és Polgár között (114 km – 175 km)                 |
| Hajdú-Bihar vármegyei            | Hejőkürt és Kálmánháza között (164 km – 221 km)               |
| Szabolcs-Szatmár-Bereg vármegyei | Hajdúnánás és a 41-es út között (203 km – 280 km)             |

## Fix telepítésű sebességmérők
Az M3-on több fix telepítésű sebességmérővel találkozhatunk:
- M3, bal, 4+018 km-szelvény, TrafficSpot-VÉDA
- M3, jobb, 3+928 km-szelvény, TrafficSpot-VÉDA
- M3, bal, 88+074 km-szelvény, TrafficSpot-VÉDA
- M3, jobb, 88+048 km-szelvény, TrafficSpot-VÉDA
- M3, bal, 142+984 km-szelvény, TrafficSpot-VÉDA
- M3, jobb, 142+958 km-szelvény, TrafficSpot-VÉDA
- M3, bal, 228+801 km-szelvény, TrafficSpot-VÉDA
- M3, jobb, 228+775 km-szelvény, TrafficSpot-VÉDA